# 日経パソコン
『日経パソコン』（にっけいぱそこん）は、日経BP社が発行するパソコン雑誌。部数は7万7246部（日本ABC協会、2021年12月時点）。直販誌の形態をとっており、書店の店頭には基本的に置いておらず直接自宅や会社に届く。多くの企業が長年会社で購読している。個人の定期購読者も多い。創刊は1983年10月。2013年10月に創刊30年を迎えた。

## 概要
- キャッチフレーズは「パソコンを仕事と生活に活かす総合情報誌」。
- ピーク時の部数は40万部を超え、日経BP社で最大部数を誇った［要出典］。しかし、2004年から2009年にかけて部数が約30万部から約15万部へと半減。2009年に同じ日経BP社が発行するパソコン誌「日経PC21」に販売部数（日本ABC協会の認証部数）で逆転された。2024年時点では、日本ABC協会の認証を受けていないため、正確な部数は不明である。
- 2006年4月にWebサイト『PC Online』を開設した。2013年にPC Onlineは「ITpro」に統合された。
- 毎月第2、第4月曜日発行の月2回刊で、読者の手元には発行日の約4日前に宅配便で届く。
- 価格は年間購読1年(24冊)で17500円(税込み)、3年で35100円(税込み)となっている。
- PC自作系の雑誌「日経WinPC」、日経WinPCの臨時増刊だった「パソコンの自作」も、日経パソコンの臨時増刊として2013年から不定期で発行されている[1]。
- 「日経PC」と称されることもあるが、日経BP社には「日経PC21」などパソコン雑誌が複数あり、この表記は曖昧である。日経BP社内でのコードはNPC。

## 読者
- パソコン雑誌には週刊アスキーなど「アキバ系」や「おたく」を対象にしたものが多いが、日経パソコンは、日本経済新聞グループを代表するパソコン誌であり、国内PC市場を報道するスタンダード誌となっている。読者投稿欄などには高齢者からの投稿も多く、読者の45%以上が経営者・部長・課長クラスのビジネスリーダーとなっている一方で、一般社員・その他も40%近くを占める。

## 内容
- 特集、新製品&トレンド情報、連載講座の3つがメインで、そのほかに、Q&Aや随筆などがある。連載講座はワードとエクセルを使うものが多い。
- パソコンや周辺機器、Wi-Fi、デジタルカメラなどのハードウェアの最新情報やウインドウズなどのOSの情報、エクセルやワード、パワーポイントなどアプリの活用法を丁寧に解説している。スマートフォンやタブレット、法律などの特集もある。
- 年に1回、大規模な利用実態調査を実施している。

## 連載コラム

### 現在
- Close Up Goods
- My Digital Life
- Trend & Keyword
- REPORT 売れ筋ウオッチ
- Windows 10でパソコン再入門
- とことん活用！　インクジェット複合機
- ネットでお小遣い稼ぎ
- カンタン動画編集に挑戦
- あなたの疑問にお答えします
- Wordで作るパソコン操作マニュアル
- Excelで作る簡単集計アンケート
- WindowsユーザーのためのMac入門
- これでバッチリ！画像編集入門
- パソコンで音楽を作ってみよう
- Excel上級関数　徹底攻略ガイド
- Windows10 ワンポイントレッスン
- へぇ～と驚く　パソコンの真実
- Wi-Fi進化の歴史
- 仕事がはかどる　厳選！文具整理術
- 即効！フリーソフト便利帳
- ビジネスメールの掟

## 増刊・別冊
- 日経WinPC
- パソコンの自作
- DVD版(縮刷版)。価格は2001-2007年が読者価格7800円(一般は19800円)2007年は4800円(13800円)。
- 2013年には、学生や教育機関向けのクラウド型サービス 日経パソコンEdu を開始した。

## 日経BP社発行の雑誌
- 日経PC21
- 日経PCビギナーズ（休刊）
- 日経ビジネス
- 日経トレンディ
- 日経ウーマン
- 日経エンタテインメント!
- 日経ビジネスアソシエ（休刊）